# Centar lokalne demokratije LDA
Centar lokalne demokratije - LDA je udruženje građana osnovano 2001. godine u Nišu u okviru programa razvoja lokalne demokratije koji je bio podržan od strane Saveta Evrope, a sproveden kroz aktivnosti Kongresa lokalnih i regionalnih vlasti. Šireći svoj program, u maju 2014. glavna kancelarija Centra lokalne demokratije - LDA preseljena je u Knjaževac. 

Svojim aktivnostima udruženje želi da da doprinos razvoju lokalne demokratije u regionu Jugoistočne Srbije, promovišući principe aktivnog građanstva i dobre prakse participacije građana i građanki u procesu demokratskog, socijalnog, kulturnog i ekonomskog razvoja njihovih lokalnih zajednica.

Centar lokalne demokratije - LDA danas funkcioniše u okviru Asocijacije agencija lokalne demokratije - ALDA Архивирано на веб-сајту  (17. јул 2016), međunarodne mreže od 13 LDA kancelarija Архивирано на веб-сајту  (10. новембар 2014).